# Csatár-hegy és Miklós Pál hegy
Csatár-hegy és Miklós Pál hegy este o arie protejată (arie specială de conservare — SAC, sit de importanță comunitară — SCI) din Ungaria întinsă pe o suprafață de 1.607,02 ha, integral pe uscat.

## Localizare
Centrul sitului Csatár-hegy és Miklós Pál hegy este situat la coordonatele 47°06′01″N 17°49′07″E / 47.100278°N 17.818611°E.

## Înființare
Situl Csatár-hegy és Miklós Pál hegy a fost declarat sit de importanță comunitară în mai 2004 pentru a proteja 3 specii de plante și 7 specii de animale. Situl a fost protejat și ca arie specială de conservare în februarie 2010.

## Biodiversitate
Situată în ecoregiunea panonică, aria protejată conține 10 habitate naturale: Păduri panonice cu Quercus pubescens, Păduri pe pante, grohotișuri și ravene de Tilio-Acerion, Pajiști stepice subpanonice, Pajiști panonice carstice (Stipo-Festucetalia pallentis), Păduri de fag din Europa Centrală dezvoltate pe sol calcaros cu Cephalanthero-Fagion, Păduri de fag Asperulo-Fagetum, Păduri panonice cu Quercus petraea și Carpinus betulus, Păduri panonice-balcanice de stejar turcesc - stejar sesil, Pante stâncoase calcaroase cu vegetație casmofită, Pajiști uscate seminaturale și facies de acoperire cu tufișuri pe substraturi calcaroase (Festuco-Brometalia) (* situri importante pentru orhidee).
La baza desemnării sitului se află mai multe specii protejate:
- plante (3): Dianthus plumarius subsp. regis-stephani, sisinei (Pulsatilla grandis), Seseli leucospermum
- mamifere (1): popândău (Spermophilus citellus)
- nevertebrate (6): croitorul mare al stejarului (Cerambyx cerdo), Euplagia quadripunctaria, Lignyoptera fumidaria, rădașcă (Lucanus cervus), croitorul cenușiu al stejarului (Morimus funereus), Rosalia alpina

Pe lângă speciile protejate, pe teritoriul sitului au mai fost identificate 2 specii de plante.